# Foro
Foro is een geslacht van uitgestorven toerako-achtigen uit het Vroeg- tot Midden-Eoceen, rond de grens tussen het Ypresien en het Lutetien, zo'n 48 miljoen jaar geleden, van Noord-Amerika. 

## Fossiele vondsten
Foro werd in 1992 beschreven op basis van een fossiel uit de Green River-formatie in de Verenigde Staten. 

## Kenmerken
Foro was een op de grond levende herbivoor van 22-24 centimeter groot, vergelijkbaar met het formaat van een renkoekoek. De vogel had een grote kop, een lange nek, een gedrongen lichaam, lange poten en vrij zwakke vleugels.

## Verwantschap
Foro is de oudst bekende toerako-achtige. Tegenwoordig komen toerako's alleen in Afrika voor, maar door het warme klimaat met uitgestrekte bossen in het Vroeg-Eoceen kwamen diverse tropische vogelgroepen destijds ook in Noord-Amerika en Europa voor.  

## Taxonomie
De taxonomische verwantschap van Foro panarium blijft onduidelijk. Soms wordt hij in een aparte familie Foratidae geplaatst. Hij werd beschouwd als mogelijk verwant aan koekoeken, toerako's en/of de raadselachtige hoatzin van de Amazone. Een fylogenetische analyse uitgevoerd door Field & Hsiang (2018) gaf aan dat Foro panarium een stamtoerako was.  